# Dioniso Esimneta
Dioniso Esimneta (em grego antigo: Αἰσυμνήτης) foi um epíteto do deus grego Dioniso, que significa o "Senhor", ou "Governante", e sob o qual ele era adorado em Aroé, na Acaia.
Havia em Tróia uma antiga imagem de Dioniso, obra de Hefesto, que Zeus certa vez deu de presente a Dárdamis. Estava guardado em um baú, e Cassandra, ou, segundo outros, Eneias, deixou esse baú para trás quando saiu da cidade, porque sabia que faria mal a quem o possuísse. Quando os gregos dividiram entre si os despojos de Tróia, este baú caiu nas mãos de Eurípilo tessálico, que ao abri-lo caiu repentinamente em estado de loucura. O oráculo de Delfos, quando consultado sobre sua recuperação, respondeu: "Onde vires homens realizando um sacrifício estranho, aí dedicarás o baú e ali te estabelecerás."
Quando Eurípilo chegou a Aroé, era justamente a época em que seus habitantes ofereciam todos os anos a Ártemis Triclaria um sacrifício humano, composto pelo jovem mais belo e pela donzela mais bela do lugar. Este sacrifício foi oferecido como expiação por um crime que uma vez foi cometido no templo da deusa. Mas um oráculo declarou-lhes que deveriam ser libertados da necessidade de fazer esse sacrifício, caso uma divindade estrangeira lhes fosse trazida por um rei estrangeiro. Este oráculo foi agora cumprido. Eurípilo ao ver as vítimas conduzidas ao altar curou-se da sua loucura e percebeu que este era o local que o oráculo lhe indicava; e também os aroeanos, ao verem o deus no baú, lembraram-se da antiga profecia, interromperam o sacrifício e instituíram um festival de Dioniso Esimneta, pois este era o nome do deus no baú. Nove homens e nove mulheres foram designados para assistir ao seu culto. Durante uma noite desta festa, um sacerdote levou o baú para fora da cidade, e todas as crianças do local, enfeitadas, como antigamente eram as vítimas, com guirlandas de espigas de milho, desceram até as margens do rio Meilichius, que antes se chamavam Ameilíquio, penduraram suas guirlandas, purificaram-se e depois colocaram outras guirlandas de hera, após o que retornaram ao santuário de Dioniso Esimneta.
Esta tradição, embora muito obscura, evidentemente aponta para uma época em que os sacrifícios humanos foram abolidos em Aroé pela introdução de um novo culto. Em Patras, na Acaia, havia também um templo dedicado a Dioniso Esimneta.